# Симфония № 1 (Рафф)
Симфония № 1 «Отчизне» (нем. An das Vaterland) ре мажор, соч. 96 ― произведение Иоахима Раффа, написанное им в 1859—1861 годах.

## История
Несмотря на то, что Рафф присвоил этой симфонии номер 1, она не является первой по хронологии симфонией, созданной композитором: её появлению предшествовало сочинение в 1854 году «Большой» симфонии ми минор (WoO. 18), из пяти частей которой до наших дней дошли только две (они были адаптированы Раффом для оркестровой сюиты № 1).
Симфония № 1 была представлена на конкурсе, организованном в Вене при поддержке Государственного общества музыкальных деятелей, и признана лучшей из 32 конкурсных работ, которые оценивались такими композиторами, как Фердинанд Хиллер, Карл Райнеке, Роберт Фолькман и Винценц Лахнер. Публичная премьера симфонии состоялась 22 февраля 1863 года в Музикферайне под управлением Йозефа Хельмесбергера-старшего. Рафф посвятил своё сочинение Карлу Александру, великому герцогу Саксен-Веймар-Эйзенахскому. Симфония была впервые опубликована в 1864 году в Лейпциге издательством «J. Schuberth & Co».

## Музыка
В качестве одной из тем симфонии выступает мелодия, сочинённая в 1825 году Густавом Райхардтом на слова стихотворения Эрнста Морица Арндта «Was ist des Deutschen Vaterland?»
Согласно биографии композитора, написанной его дочерью, «в первых трёх частях [симфонии] Рафф ставит себе цель показать немецкую жизнь, в четвёртой ― описать разобщённость немецкого народа. <…> Пятая часть начинается с плача о судьбе великой Германии, а затем переходит к развитию пророческих видений будущего единства и величия». В примечании Раффа к симфонии говорится: «Здесь композитор почувствовал, что ему дозволено использовать мотив, не сочинённый им самим, но имеющий символическое значение».
По словам критика Роба Барнетта, «симфония № 1 Раффа располагается в самом сердце немецкой националистической романтики и граничит с мирами Мендельсона и Шумана. <…> Несмотря на то, что финал произведения немного затянут, а в драматическом allegro присутствует неуместное хвастовство, эта симфония понравится тем, кто любит Четвёртую симфонию Шумана, Третью и Четвёртую Мендельсона, «Лесную симфонию» Луи Гласса, сюиты Лудольфа Нильсена и сочинения Хубера, Ветца и Дрезеке. Раффа нельзя недооценивать, поскольку атмосфера его композиций всегда очаровывает».

## Состав оркестра
Деревянные духовые
2 флейты
2 гобоя
2 кларнета in A
2 фагота
Медные духовые
4 валторны in F
2 трубы in F
3 тромбона (включая бас-тромбон)
Ударные
литавры
Струнные
скрипки
альты
виолончели
контрабасы

## Части
Симфония состоит из пяти частей:
1. Allegro (ре мажор)
2. Scherzo. Allegro molto vivace (ре минор)
3. Larghetto (си-бемоль мажор)
4. Allegro dramatico (соль минор)
5. Larghetto sostenuto (ре минор)

Произведение длится от 60 до 70 минут.